# Cymatophorima diluta
Cymatophorima diluta là một loài bướm đêm thuộc họ Drepanidae. Nó được tìm thấy ở châu Âu.
Sải cánh dài 33–36 mm. Con trưởng thành bay từ tháng 8 đến tháng 9 tùy theo địa điểm.
Ấu trùng ăn lá cây sồi.

## Hình ảnh

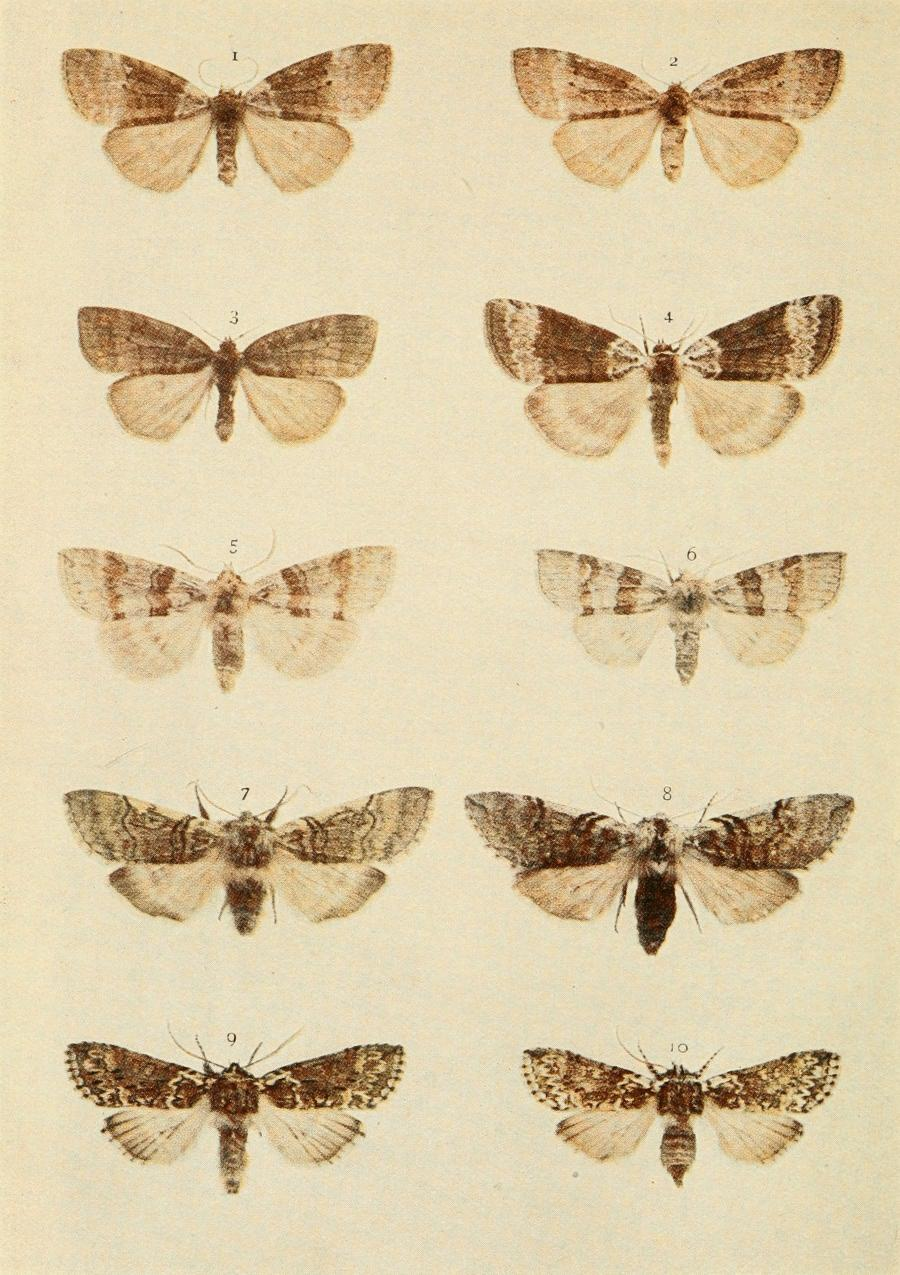